# Filegago
Filegago (em latim: Philegagus) foi um oficial bizantino de origem gépida do século VI, ativo durante o reinado do imperador Justiniano (r. 527–565). Foi descrito pelo historiador Procópio de Cesareia como um homem de vigor. Aparece em 549, quando liderou a cavalaria bizantina, com João Guzes, na Batalha do Hípis, em Lázica, contra efetivos sassânidas ali estacionados. Alegadamente desmontaram e lutaram a pé.